# Гричино
Гри́чино (бел. Грычына) — агрогородок в составе Фанипольского сельсовета Дзержинского района Минской области Белоруссии. Деревня расположена в 24 километрах от Дзержинска, 25 километрах от Минска и 4 километрах от железнодорожной станции Фаниполь.

## Топоним
Название Гричино, и другие родственные ему Гри́чно, Гричи́новичи образованы от основы грич — пёс. В топонимии, вероятно, названия патронимического происхождения. Слово грич широко представлено в письменных источниках. И. Срезневский приводит такой текст с этим словом:
Человек некыі убіен бысть разбойникомъ: гричь же храняше тело господина своего; некий же человекъ гряды мимо погребе его; гричь же, видев яко добре дело сотвори, последова ему и служаше яму добре.

## История
Деревня известна с начала XVII века. В 1620 году находилась в составе имения Койданово, административно относилась к Минскому повету Минского воеводства ВКЛ. В 1656 году в деревне произошли крестьянские антифеодальные волнения. После второго раздела Речи Посполитой в 1793 году, находилось в составе Российской империи. В 1800 году насчитывалось 60 дворов, 404 жителя, село находилось во владении Радзивиллов. В ноябре 1812 года наполеоновские войска, разбитые авангардом русской армии Чичагова в бою при Койданове, отступая, сожгли деревню. В 1834 году проживали 228 жителей, в 1845 году насчитывалось 58 дворов и проживали 355 жителей.
В середине XIX века принадлежала помещику Л. П. Витгенштейну, в составе имения Вицковщина, который согласно инвентарю 1840 года находился в аренде И. Богдашевского. В этом же году насчитывается 57 дворов, проживали 315 жителей, также действовали заездный дом и две корчмы. Во второй половине XIX века—начале XX века находилась в составе Самохваловичской волости Минского уезда Минской губернии. В 1865 году было открыто одноклассное народное училище, в котором в 1892 году обучались 34 мальчика и 6 девочек. В 1870 году насчитывалось 153 ревизские души, деревня находилась в составе Черкасской сельской общины. 1897 году, по данным переписи, в селе Гричино проживали 605 жителей, насчитывалось 90 дворов, в одноимённом застенке — 10 дворов, 49 жителей. В 1917 году в деревне 101 двор, 576 жителей, в застенке Гричино — 12 дворов, 72 жителя.
С 20 августа 1924 года — центр Гричинского сельсовета Самохваловичского района Минского округа. С 23 марта 1932 года в составе Фанипольского польского национального сельсовета, который являлся частью Дзержинского польского национального района. 31 июля 1937 года полрайон был упразднён и деревня была включена в состав Минского района. С 20 февраля 1938 года находится в составе Минской области, которая была образована после упразднения окружной системы деления Белорусской ССР. С 4 февраля 1939 года в составе восстановленного Дзержинского района. В годы коллективизации был организован колхоз, который обслуживала Фанипольская МТС.
Во время Великой Отечественной войны с 28 июня 1941 года по 6 июля 1944 года деревня была оккупирована немецко-фашистскими захватчиками, на фронте погибли 21 житель деревни. В послевоенное время деревня стала центром колхоза «Октябрьская революция». В 1971 году в деревне проживали 401 жителей, насчитывался 121 хозяйство. В 2005 году на базе деревни был образован агрогородок.

## Население
| Численность населения (по годам) | Численность населения (по годам) | Численность населения (по годам) | Численность населения (по годам) | Численность населения (по годам) | Численность населения (по годам) | Численность населения (по годам) | Численность населения (по годам) |
| 1800                             | 1834                             | 1840                             | 1845                             | 1897                             | 1909                             | 1917                             | 1971                             |
| -------------------------------- | -------------------------------- | -------------------------------- | -------------------------------- | -------------------------------- | -------------------------------- | -------------------------------- | -------------------------------- |
| 404                              | ↘228                             | ↗315                             | ↗355                             | ↗654                             | ↗763                             | ↘648                             | ↘401                             |
| 1999                             | 2004                             | 2009                             | 2017                             | 2018                             | 2020                             | 2022                             |                                  |
| ↗487                             | ↘436                             | ↗557                             | ↗580                             | ↘577                             | ↗585                             | ↗612                             |                                  |

## Инфраструктура
- ГУО «Гричинский УПК ясли-сад-базовая школа»;
- Гричинский фельдшерско-акушерский пункт;
- Гричинский коплексно-приёмный пункт;
- Гричинский сельский дом культуры;
- продовольственный магазин:
- Почтовое отделение Белпочты № 222724[10].

## Улицы
В агрогородке насчитывается (на начало 2020 года) 11 улиц и переулков:
- Центральная улица (бел. Цэнтральная вуліца);
- Луговая улица (бел. Лугавая вуліца);
- Солнечная улица (бел. Сонечная вуліца);
- Зелёная улица (бел. Зялёная вуліца);
- Юбилейная улица (бел. Юбілейная вуліца);
- Новая улица (бел. Новая вуліца);
- Курганная улица (бел. Курганная вуліца);
- Живописная улица (бел. Жывапісная вуліца);
- Садовая улица (бел. Садовая вуліца);
- Майская улица (бел. Майская вуліца);
- Октябрьская улица (бел. Кастрычніцкая вуліца);
- Октябрьский переулок (бел. Кастрычніцкі завулак).

## Достопримечательности
- На западной окраине деревни расположена братская могила братская могила военнопленных, где погребены около 1500 советских воинов, расстрелянных немецко-фашистскими захватчиками в 1941 году. В 1966 году на могиле был установлен обелиск;
- Также на западной окраине Гричино расположена ещё одна братская могила военнопленных, где похоронены 356 советских военнопленных, казнённых немцами также в 1941 году. Обелиск был установлен в 1958 году;
- На сельском кладбище сохранились 18 курганов диаметром 5-12 м, высотой 0,5-1,7 м. Одну насыпь высотой 2,5 м и диаметром 14 м, которую открыл и исследовал в 1930 году А. Рынейский, который насчитал тут 21 насыпь. В 1976 и 1979 году исследование могильника были проведены Ю. А. Зайцем;
- На западной окраине Гричино расположена могила красноармейца, который погиб в 1919 году в борьбе за советскую власть;
- Возле здания клуба расположены памятники землякам, в память о 65 жителях деревни, которые погибли на фронтах Великой Отечественной войны и в партизанской борьбе против немецко-фашистских захватчиков. В 1966 году были установлены два обелиска с именами погибших[11].